# أفروديسياس

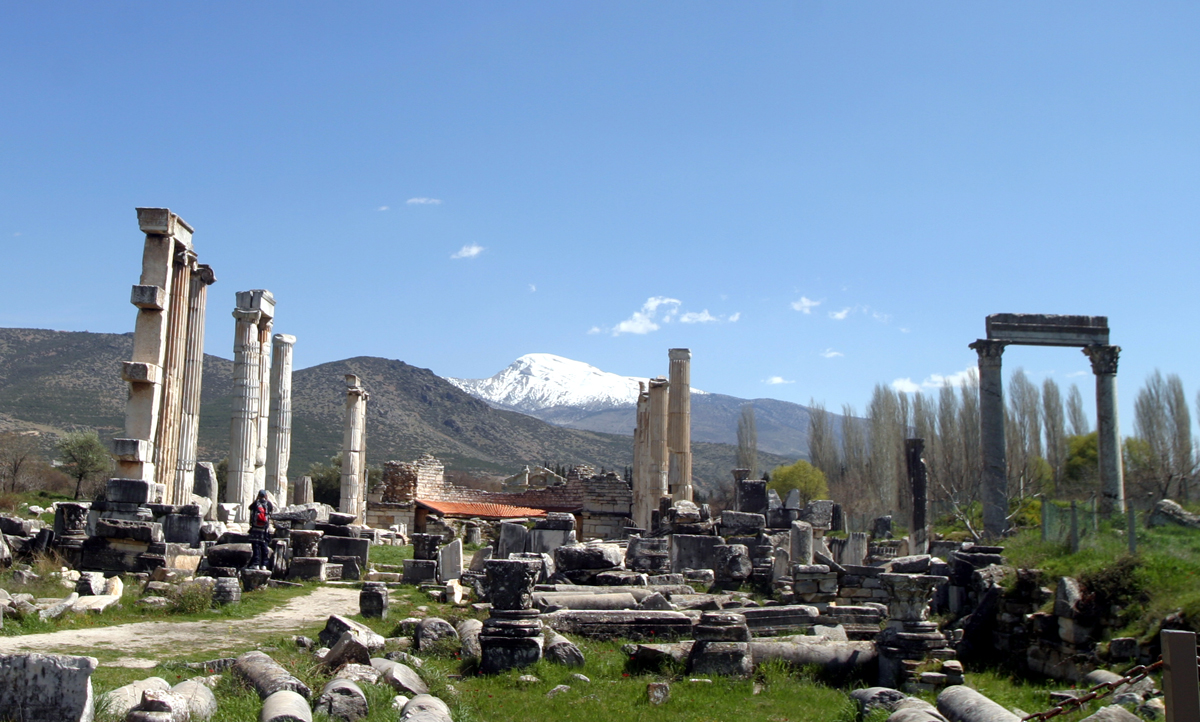

أفروديسياس (باليونانية:Ἀφροδισιάς Aphrodisiás) هي من المدن القديمة التابعة للحضارة اليونانية القديمة كانت مدينة صغيرة في المنطقة الثقافية التاريخية في كاريا غرب منطقة الأناضول على بعد 100 كيلو أي 62 ميل من الداخل من ساحل بحر ايجة وتقع على بعد 230 كيلو أي 140 ميل جنوب شرق أزمير اسم المدينة أفروديسياس يرجع إلى اسم إلهه الحب اليونانية بعد افروديت حيث كانت تلك العبادات منتشرة في الحضارات ما قبل المسيحية وفقًا لموسوعة البيزنطينة فإن تلك المدينة أصبحت بذلك الاسم في القرن الثالث قبل الميلاد في وقت متأخر قبل 640 ضمتها الإمبراطورية البيزنطية وتم تغير اسمها إلى مدينة الصليب بعد ذلك أصبحت رومانية يوجد بها الكنسية الكاثوليكية الرومانية.
قد أدرجت على لائحة التراث العالمي من قبل اليونسكو في عام 2017

## أعلام
- زينوقراط من أفروديسياس
- الإسكندر الأفروديسي

## وصلات خارجية
أفروديسياس (بالإنجليزية)